# 小博东根
小博东根（德語：Kleinbodungen，發音：[ˈklaɪnˌboːdʊŋən]）是德国图林根州诺德豪森县曾经的一个市镇，与大博东根相邻，面积5.25平方千米，2017年12月31日人口为353人。2019年1月1日，小博东根与另外7个市镇并入市镇布莱谢罗德。